# Аудитория
Аудитория (на латински: auditorium) в България се използва основно със следните значения:
- голяма зала за четене/слушане на лекции, най-често в университет, също аудиторна зала, лекционна зала
- слушателите на лекция, конференция, изказване и прочее[1]
- слушателите, а понякога и зрителите на предаване, излъчване и т.н., слушателска аудитория

## Аудиторна зала
В английски говорещите страни аудитория е всяка зала за публика: концертна, театрална, оперна и за други изкуства. В някои страни аудитория се нарича класната стая в училище.
Съвременните аудитории са проектирани за голям брой слушатели (над 100), поради което те следва да отговарят на няколко критерия:
- достатъчно пространство за всички студенти (респ. участници в дискусии, конференции и пр.);
- добра видимост към лектора от всички седалки в аудиторията;
- добра акустика, за да не се налага допълнително озвучаване;
- добра изолация от другите помещения в сградата, за да не се чуват шумове и това да пречи на учебния (съотв. научния, конферентния) процес;
- осигуреност със съвременни аудиовизуални и електронни средства за представяне.

За това големите аудитории често се проектират с амфитеатрално разположение на седящите места.
Аудитории се изграждат не само в учебните заведения, но и в сградите на научни институти и някои обществени учреждения.

## Вижте още
- Аула

|  | Тази страница частично или изцяло представлява превод на страницата Lecture hall в Уикипедия на английски. Оригиналният текст, както и този превод, са защитени от Лиценза „Криейтив Комънс – Признание – Споделяне на споделеното“, а за съдържание, създадено преди юни 2009 година – от Лиценза за свободна документация на ГНУ. Прегледайте историята на редакциите на оригиналната страница, както и на преводната страница, за да видите списъка на съавторите. ВАЖНО: Този шаблон се отнася единствено до авторските права върху съдържанието на статията. Добавянето му не отменя изискването да се посочват конкретни източници на твърденията, които да бъдат благонадеждни. |